# Lista de rotas de negócio do Sistema Interestadual de Autoestradas dos Estados Unidos
O Sistema Interestadual de Autoestradas dos Estados Unidos, além de ser uma rede de autoestradas, também inclui várias rotas comerciais designadas pela Associação Americana de Autoridades Estaduais de Rodovias e Transportes (AASHTO). Essas rotas conectam um distrito central ou comercial de uma cidade ou vila a um desvio de interestadual.
Como o principal objetivo dessas rotas é atender a uma determinada área do centro urbano, as interestaduais de negócios geralmente são roteadas ao longo de estradas de superfície. Essas rotas não precisam atender aos padrões das autoestradas interestaduais e não são consideradas parte do sistema de rodovias interestaduais. No entanto, a AASHTO aplica padrões semelhantes aos das novas rodovias dos EUA, exigindo que uma nova interestadual de negócios atenda a determinados padrões de projeto.
As interestaduais de negócios são mais frequentemente indicadas nos estados do oeste, nas Grandes Planícies e em Michigan. Os estados do leste geralmente não designam rotas comerciais, pois a maioria das interestaduais é paralela às rodovias originais dos Estados Unidos em vez de substituí-las diretamente. Com exceção das áreas montanhosas, isso deixou a maioria das rodovias americanas no lugar, ou como rotas assinadas em conjunto com a interestadual principal, enquanto as rotas anteriores foram redesignadas como estradas locais ou de fachada. Por outro lado, a construção do sistema interestadual nos estados do oeste geralmente se sobrepunha diretamente à antiga U.S. Highway deixando a antiga estrada intransitável ou como uma rota desconectada. As exceções eram as cidades e vilas, onde a rodovia passava por um desvio ao redor delas. Isso geralmente deixava os segmentos existentes das antigas rodovias norte-americanas no lugar, com uma designação de rota comercial aplicada a eles como um auxílio ao motorista de e para um distrito comercial de coleta de serviços para motoristas. Embora as interestaduais comerciais sejam encontradas principalmente ao longo das interestaduais da linha principal, algumas interestaduais auxiliares também podem ter suas próprias designações de rotas comerciais.
Assim como as interestaduais auxiliares, as interestaduais comerciais podem ser repetidas de estado para estado ao longo de sua rota. A única diferença é que as interestaduais comerciais também podem ser repetidas em vários locais dentro do mesmo estado.

## Terminologia e diretrizes
Como o principal objetivo dessas rotas é atender a um determinado centro ou área urbana, as interestaduais de negócios geralmente são roteadas ao longo de estradas de superfície em vez de segmentos de autoestrada de acesso limitado. Isso permite que a rota comercial se conecte diretamente a uma rede de ruas locais e navegue por ela, proporcionando conexões mais acessíveis ao distrito comercial central. As interestaduais de negócios geralmente são designadas ao longo das ruas ou artérias existentes da cidade que já têm uma forte presença comercial e de varejo, em vez de atravessar o núcleo urbano em um novo alinhamento.
Como as interestaduais de negócios são traçadas principalmente ao longo de estradas de superfície, elas não precisam atender aos rígidos padrões de projeto exigidos para o Sistema Interestadual de Autoestradas da linha principal para se qualificarem para esse tipo de designação. No entanto, apesar de compartilharem a designação "Interstate" e o design semelhante do escudo, as interestaduais comerciais não são consideradas parte da linha principal do sistema de rodovias interestaduais. Elas são tratadas mais como rotas auxiliares ou suplementares que complementam a rede interestadual geral, em vez de serem componentes totalmente integrados.
Os padrões de projeto para interestaduais comerciais são mais parecidos com as diretrizes usadas para novas rotas do Sistema de Estradas Numeradas. Embora tenham como objetivo manter uma linha de base de segurança e continuidade, os padrões são menos rigorosos do que as especificações exatas de largura de pista, controle de acesso, separações de nível e outros fatores que definem a rede principal de rodovias interestaduais.

### Classificações de rotas comerciais
As interestaduais de negócios são sinalizadas com escudos verdes que se assemelham visualmente ao escudo padrão das rodovias interestaduais, mas com algumas diferenças importantes. A palavra BUSINESS é usada em vez de INTERSTATE e, acima do número, onde o nome do estado às vezes é incluído, aparece a palavra LOOP ou SPUR.
Um loop de negócios tem ambas as extremidades conectadas à sua rota interestadual principal. Isso permite que o loop de negócios forneça acesso direto ao distrito comercial central ou a outros destinos importantes em uma cidade ou vila. Muitos business loops foram criados para substituir uma U.S. Route desativada. Um exemplo são todos os business loops da I-5 no norte da Califórnia, que substituíram a US 99W em cidades como Woodland, Arbuckle ou Williams. Às vezes, um loop de negócios pode ser coassinado ou complementar uma rota americana ativa, como o I-70 Business em Denver, Colorado, que segue a US 40 e a Colfax Avenue pela área metropolitana.
Um ramal de negócios tem uma extremidade conectada à rota interestadual principal, enquanto a outra extremidade fica pendurada ou termina em um destino específico, geralmente o centro ou o distrito comercial central de uma cidade ou vila. Um exemplo é a Business Spur I-75 em Bay City, Michigan. Às vezes, um ramal de negócios se origina do terminal de uma interestadual e continua até a cidade/destino. Um exemplo disso é a I-20 Business Spur em Florence, Carolina do Sul, que se origina do terminal leste da I-20 na I-95.
Embora a maioria das interestaduais de negócios geralmente seja direcionada ao longo de estradas de superfície, às vezes elas são direcionadas para rodovias. Alguns desses trechos de rodovias já foram designados como interestaduais de linha principal.

## Lista
As rotas extintas são indicadas em itálico.

### Interstate 5
- I-5 Bus.—San Ysidro, National City e San Diego, Califórnia
- I-5 Bus.—San Diego, Califórnia
- I-5 Bus.—Solana Beach, Califórnia
- I-5 Bus.—San Clemente, Califórnia
- I-5 Bus.—Irvine, Califórnia
- I-5 Bus.—Los Angeles, Califórnia
- I-5 Bus.–Coalinga, Califórnia
- I-5 Bus.—Woodland, Califórnia
- I-5 Bus.—Arbuckle, Califórnia
- I-5 Bus.—Williams e Maxwell, Califórnia
- I-5 Bus.—Willows e Orland, Califórnia
- I-5 Bus.—Red Bluff, Califórnia
- I-5 Bus.—Cottonwood, Califórnia
- I-5 Bus.—Anderson e Redding, Califórnia
- I-5 Bus.—Dunsmuir, Califórnia
- I-5 Bus.—Mount Shasta, Califórnia
- I-5 Bus.—Weed, Califórnia
- I-5 Bus.—Yreka, Califórnia
- I-5 Bus.—Vancouver, Washington
- I-5 Bus.—Castle Rock, Washington
- I-5 Bus.—Chehalis e Centralia, Washington
- I-5 Bus.—Olympia, Washington
- I-5 Bus.—Fife, Washington e Midway (próximo de Des Moines, Washington)
- I-5 Bus.—Seattle, Washington
- I-5 Bus.—Marysville, Washington e Everett, Washington
- I-5 Bus.—Bellingham, Washington

### Interstate 205
- I-205 Bus.—Tracy, Califórnia

### Interstate 8
- I-8 Bus.—San Diego, Califórnia
- I-8 Bus.—El Cajon, Califórnia
- I-8 Bus.—Alpine, Califórnia
- I-8 Bus.—El Centro, Califórnia
- State Bus. Route 8 (1)—Winterhaven, Califórnia e Yuma, Arizona
- State Bus. Route 8 (3)—Gila Bend, Arizona

### Interstate 10
- I-10 Bus.—Ontario, Califórnia
- I-10 Bus.—Colton, Califórnia
- I-10 Bus.—Indio, Califórnia
- I-10 Bus.—Blythe, Califórnia
- State Bus. Route 10 (1)—Quartzsite, Arizona
- State Bus. Route 10—Phoenix, Arizona
- State Bus. Route 10—Casa Grande, Arizona
- State Bus. Route 10 (2)—Tucson, Arizona
- State Bus. Route 10 (3)—Benson, Arizona
- State Bus. Route 10 Spur—Benson, Arizona
- State Bus. Route 10 (4)—Willcox, Arizona
- State Bus. Route 10 (5)—Bowie, Arizona
- State Bus. Route 10 (6)—San Simon, Arizona
- BL 21—Lordsburg, Novo México
- BL 22—Deming, Novo México
- BL—Las Cruces, Novo México
- Bus. I-10-C—Sierra Blanca, Texas
- Bus. I-10-D—Van Horn, Texas
- Bus. I-10-F—Balmorhea, Texas
- Bus. I-10-G—Fort Stockton, Texas

### Interstate 15
- I-15 Bus.—Escondido, Califórnia
- I-15 Bus.—Victorville, Califórnia
- I-15 Bus.—Barstow, Califórnia
- I-15 Bus.—Mesquite, Nevada
- I-15 Bus.- St. George, Utah
- I-15 Bus.—Cedar City, Utah
- I-15 Bus.—Parowan, Utah
- I-15 Bus.—Beaver, Utah
- I-15 Bus.—Fillmore, Utah
- I-15 Bus.—Holden, Utah
- I-15 Bus.—Nephi, Utah
- I-15 Bus.—Layton, Utah
- I-15 Bus.—Brigham City, Utah (co-sinalizada com I-84 Bus.)
- I-15 Bus.—Tremonton, Utah (co-sinalizada com I-84 Bus.)
- I-15 Bus.—Pocatello, Idaho
- I-15 Bus.—Idaho Falls, Idaho
- I-15 Bus.—Butte, Montana
- I-15 Bus.—Helena, Montana
- I-15 Bus.—Great Falls, Montana (co-sinalizada com I-90 Bus.)
- I-15 Bus.—Conrad, Montana
- I-15 Bus.—Shelby, Montana

### Interstate 17
- State Bus. Route 17—Black Canyon City, Arizona

### Interstate 19
- State Bus. Route 19 (1)—Nogales, Arizona
- State Bus. Route 19 (2)—Sahuarita, Arizona – Tucson, Arizona (ainda aparece em todos os atlas rodoviários da Rand McNally.)

### Interstate 20
- Bus. I-20-B—Pecos, Barstow, Texas
- Bus. I-20-D—Monahans, Texas
- Bus. I-20-E—Odessa, Midland, Texas
- Bus. I-20-F—Stanton, Texas
- Bus. I-20-G—Big Spring, Texas
- Bus. I-20-H—Westbrook, Texas
- Bus. I-20-J—Colorado City, Texas
- Bus. I-20-K—Loraine, Texas
- Bus. I-20-L—Roscoe, Texas
- Bus. I-20-M—Sweetwater, Texas
- Bus. I-20-N—Trent, Texas
- Bus. I-20-P—Merkel, Texas
- Business I-20-Q—Tye, Texas
- Bus. I-20-R—Abilene, Texas
- Bus. I-20-T—Baird, Texas
- I-20 BS—Florence, Carolina do Sul

### Interstate 24
- I-24 Bus.—Paducah, Kentucky
- Downtown Loop[b]—Paducah, Kentucky

### Interstate 25
- BL (11)—Williamsburg, Novo México – Truth or Consequences, Novo México
- BL (12)—Socorro, Novo México
- BL (13)—Belen, Novo México
- BL (14)—Santa Fe, Novo México
- BL (15)—Las Vegas, Novo México
- BL (16)—Springer, Novo México
- BL (17)—Raton, Novo México
- State Highway 25A—Trinidad, Colorado
- State Highway 25B Spur—Aguilar, Colorado
- State Highway 25C—Walsenburg, Colorado
- State Highway 25 Bus.—Colorado Springs, Colorado
- State Highway 25 Bus.—Castle Rock, Colorado (provavelmente não sinalizada)
- I-25 Bus.—Cheyenne, Wyoming
- I-25 Bus.—Chugwater, Wyoming
- I-25 Bus.—Wheatland, Wyoming
- I-25 Bus.—Douglas, Wyoming
- I-25 Bus.—Glenrock, Wyoming
- I-25 Bus.—Casper, Wyoming
- I-25 Bus.—Buffalo, Wyoming

### Interstate 126
- I-126 BS—Columbia, Carolina do Sul

### Interstate 526
- I-526 BS—Mount Pleasant, Carolina do Sul

### Interstate 27
- Bus. I-27-T—Hale Center, Texas
- Bus. I-27-U—Plainview, Texas

### Interstate 29
- I-29 Bus.—Saint Joseph, Missouri
- I-29 Bus.—Elk Point, Dakota do Sul
- I-29 Bus.—Brookings, Dakota do Sul
- I-29 Downtown Spur—Sioux Falls, Dakota do Sul
- I-29P Bus.—North Sioux City, Dakota do Sul (não sinalizada)

### Interstate 229
- I-229 Downtown Loop—Sioux Falls, Dakota do Sul

### Interstate 30
- I-30 Bus.—Benton, Arkansas
- I-30 Bus.—Little Rock, Arkansas

### Interstate 35
- BS I-35-A—Laredo, Texas
- Bus. I-35-B—Encinal, Texas
- Bus. I-35-C—Cotulla, Texas
- Bus. I-35-D—Dilley, Texas
- Bus. I-35-E—Pearsall, Texas
- Bus. I-35-H—New Braunfels, Texas
- Bus. I-35-J—Kyle, Texas
- Bus. I-35-L—Round Rock, Texas
- Bus. I-35-M—Georgetown, Texas (cancelado em julho de 2006)
- BS I-35-V—Alvarado, Texas
- Bus. I-35-X—Sanger, Texas
- I-35 BL—Ames, Iowa
- I-35 BL—Clear Lake, Iowa
- I-35 Bus.—Faribault, Minnesota
- I-35 Bus.—Albert Lea, Minnesota
- I-35 Bus.—Pine City, Minnesota

### Interstate 40
- I-40 Bus.—Needles, Califórnia
- State Bus. Route 40 (0)—Kingman, Arizona
- State Bus. Route 40 (1)—Seligman, Arizona
- State Bus. Route 40 (2)—Ash Fork, Arizona
- State Bus. Route 40 (3)—Williams, Arizona
- State Bus. Route 40 (4)—Flagstaff, Arizona
- State Bus. Route 40 (5)—Flagstaff, Arizona
- State Bus. Route 40 (6)—Winslow, Arizona
- State Route 40 Spur—Winslow, Arizona
- State Bus. Route 40 (7)—Joseph City, Arizona
- State Bus. Route 40 (8)—Holbrook, Arizona
- I-40 Bus.—Gallup, Novo México
- I-40 Bus.—Grants, Novo México
- I-40 Bus.—Albuquerque, Novo México
- Bus. Route 40 (34)—Moriarty, Novo México
- Bus. Route 40 (35)—Santa Rosa, Novo México
- Bus. Route 40 (36)—Tucumcari, Novo México
- Bus. I-40-A[c]—Glenrio, Texas
- Bus. I-40-B—Adrian, Texas
- Bus. I-40-C—Vega, Texas
- Bus. I-40-D—Amarillo, Texas
- Bus. I-40-F—Groom, Texas
- Bus. I-40-H—McLean, Texas
- Bus. I-40-J—Shamrock, Texas
- I-40 Bus.—Erick, Oklahoma
- I-40 Bus.—Sayre, Oklahoma
- I-40 Bus.—Elk City, Oklahoma
- I-40 Bus.—Clinton, Oklahoma
- I-40 Bus.—Weatherford, Oklahoma
- I-40 Bus.—El Reno, Oklahoma
- I-40 Bus.—Henryetta, Oklahoma
- I-40 Bus.—Sallisaw, Oklahoma
- I-40 Bus.—Winston-Salem e Greensboro, Carolina do Norte (construída como uma autoestrada; a parte de Winston-Salem foi removida em fevereiro de 2020; a parte de Greensboro, separada por um fosso de seis milhas, foi removida em setembro de 2008)
- I-40 Bus.—Raleigh, Carolina do Norte (não sinalizada; construída como autoestrada; substituída pela Interstate 440)

### Interstate 44
- I-44 Bus.—Joplin, Missouri
- I-44 Bus.—Sarcoxie, Missouri
- I-44 Bus.—Mount Vernon, Missouri
- I-44 Bus.—Springfield, Missouri
- I-44 Bus.—Lebanon, Missouri
- I-44 Bus.—Waynesville–St. Robert
- I-44 Bus.—Ft. Leonard Wood, Missouri
- I-44 Bus.—Rolla, Missouri
- I-44 Bus.—Pacific, Missouri

### Interstate 45
- Bus. I-45-F—Corsicana, Texas
- Bus. I-45-G—Ennis, Texas
- Bus. I-45-H—Palmer, Texas
- Bus. I-45-J—Ferris, Texas

### Interstate 49
- I-49 Bus.—Neosho, Missouri
- I-49 Bus.—Joplin, Missouri
- I-49 Bus.—Nevada, Missouri
- I-49 Bus.—Butler, Missouri

### Interstate 55
- I-55 Bus.—New Madrid, Missouri
- I-55 Bus.—Cape Girardeau-Fruitland, Missouri
- I-55 Bus.—Crystal City, Missouri
- I-55 Bus.—Springfield, Illinois
- I-55 Bus.—Lincoln, Illinois
- I-55 Bus.—Bloomington-Normal, Illinois

### Interstate 65
- I-65 Bus.—Lebanon, Indiana

### Interstate 69
- BL I-69—Charlotte, Michigan
- BL I-69—Coldwater, Michigan
- BL I-69—Lansing, Michigan
- BL I-69—Port Huron, Michigan

### Interstate 70
- I-70 Bus.—Richfield, Utah
- I-70 BS—Salina, Utah
- I-70 Bus.—Green River, Utah
- I-70 Bus.—Grand Junction, Colorado
- I-70 Bus.—Palisade, Colorado
- I-70 Bus.—Rifle, Colorado (não sinalizada)
- I-70 Bus.—Silt, Colorado (não sinalizada)
- I-70 Bus.—Eagle, Colorado (não sinalizada)
- I-70 Bus.—Edwards, Colorado (não sinalizada)
- I-70 Bus.—Avon, Colorado
- I-70 Bus.—Frisco, Colorado
- I-70 Bus.—Idaho Springs, Colorado
- I-70 Bus.—Denver, Colorado
- I-70 Bus.—Watkins, Colorado
- I-70 Bus.—Strasburg, Colorado (não sinalizada)
- I-70 Bus.—Deer Trail, Colorado (não sinalizada)
- I-70 Bus.—Agate, Colorado (não sinalizada)
- I-70 Bus.—Limon, Colorado
- I-70 Bus.—Vona, Colorado (não sinalizada)
- I-70 Bus.—Burlington, Colorado
- I-70 Bus.—Colby, Kansas
- I-70 Bus.—Oakley, Kansas
- I-70 Bus.—Hays, Kansas
- I-70 Bus.—Boonville, Missouri
- I-70 Bus.—Columbia, Missouri
- I-70 Bus.—St. Charles, Missouri
- I-70 Bus.—Springfield, Ohio

### Interstate 72
- I-72 Bus.—Jacksonville, Illinois

### Interstate 75
- BS I-75—Sault Ste. Marie, Michigan
- BL I-75—St. Ignace, Michigan
- BL I-75—Gaylord, Michigan
- BL I-75—Grayling, Michigan
- BL I-75—Roscommon, Michigan
- BL I-75—West Branch, Michigan
- BL I-75—Saginaw, Michigan
- BL I-75—Pontiac, Michigan
- BL I-75—Findlay, Ohio
- BL I-75—Sidney, Ohio
- BL I-75—Troy–Piqua, Ohio
- I-75 Bus.—Cordele, Geórgia
- I-75 Bus.—Adel, Geórgia
- I-75 Bus.—Tifton, Geórgia
- I-75 Bus.—Valdosta, Geórgia

### Interstate 375
- BS I-375—Detroit, Michigan (não sinalizada)

### Interstate 76 (oeste)
- State Highway 76B—Keenesburg, Colorado (não sinalizada)
- I-76 Bus.—Fort Morgan—Sterling, Colorado

### Interstate 376
- I-376 Bus.—Moon Township, Pensilvânia (criado em 2009, substituindo PA 60 Bus..[4])

### Interstate 80
- I-80 Bus.—Sacramento, Califórnia (construído como autoestrada; segmento ocidental não sinalizado desde 2016)
- I-80 BS—Sacramento, Califórnia
- I-80 Bus.—Truckee, Califórnia
- I-80 Bus.—Lincoln, Nebraska
- I-80 Bus.—Sidney, Nebraska
- I-80 Bus.—Verdi, Nevada
- I-80 Bus.—Reno–Sparks, Nevada
- I-80 Bus.—Winnemucca, Nevada
- I-80 Bus.—Carlin, Nevada
- I-80 Bus.—Battle Mountain, Nevada
- I-80 Bus.—West Wendover, Nevada e Wendover, Utah
- I-80 Bus.—Evanston, Wyoming
- I-80 Bus.—Fort Bridger-Lyman, Wyoming
- I-80 Bus.—Green River, Wyoming
- I-80 Bus.—Rock Springs, Wyoming
- I-80 Bus.—Rawlins, Wyoming
- I-80 Bus.—Laramie, Wyoming
- I-80 Bus.—Cheyenne, Wyoming
- I-80 Bus.—Pine Bluffs, Wyoming

### Interstate 83
- I-83 Bus.—York, Pensilvânia

### Interstate 84 (leste)
- I-84 Bus.—Newtown, Connecticut (atualmente sinalizada como parte da US 6 e Route 25)

### Interstate 84 (oeste)
- I-84 Bus.—Nampa e Caldwell, Idaho (parte da antiga US 30)
- I-84 Bus.—Mountain Home, Idaho
- I-84 Bus.—Hammett, Idaho
- I-84 Bus.—Glenns Ferry, Idaho
- I-84 Bus.—Bliss, Idaho (não sinalizada)
- I-84 Bus.—Jerome, Idaho (eventualmente em fase de planejamento)
- I-84 Bus.—Burley e Heyburn, Idaho
- I-84 Bus.—Tremonton, Utah (co-sinalizada com I-15 Bus.)
- I-84 Bus.—Brigham City, Utah (co-sinalizada com I-15 Bus.)

### Interstate 85
- I-85 Business—Greensboro, Carolina do Norte (desativada em 2019, embora a sinalização só tenha sido totalmente eliminada no final de 2023)
- I-85 Business—Spartanburg, Carolina do Sul (construída como autoestrada)

### Interstate 385
- I-385 BS—Greenville, Carolina do Sul (não sinalizada desde 2007)

### Interstate 585
- I-585 BS—Spartanburg, Carolina do Sul

### Interstate 86 (oeste)
- I-86 Bus.—American Falls, Idaho

### Interstate 89
- I-89 BS—Lebanon, Nova Hampshire

### Interstate 90
- I-90 Bus.—Ellensburg, Washington
- I-90 Bus.—Moses Lake, Washington
- I-90 Bus.—Medical Lake, Washington
- I-90 Bus.—Spokane Valley, Washington
- I-90 Bus.—Wallace, Idaho
- I-90 Bus.—Missoula, Montana
- I-90 Bus.—Deer Lodge, Montana
- I-90 Bus.—Butte, Montana (co-sinalizada com I-15 Bus.)
- I-90 Bus.—Billings, Montana
- I-90 Bus.—Sundance, Wyoming
- I-90 Bus.—Spearfish, Dakota do Sul
- I-90 Bus.—Sturgis, Dakota do Sul
- I-90 Bus.—Rapid City, Dakota do Sul
- I-90 Bus.—Wall, Dakota do Sul
- I-90 Bus.—Kadoka, Dakota do Sul
- I-90 Bus.—Belvidere, Dakota do Sul
- I-90 Bus.—Murdo, Dakota do Sul
- I-90 Bus.—Vivian, Dakota do Sul
- I-90 Bus.—Presho, Dakota do Sul
- I-90 Bus.—Oacoma–Chamberlain, Dakota do Sul
- I-90 BS—White Lake, Dakota do Sul (não sinalizada)
- I-90 Bus.—Plankinton, Dakota do Sul
- I-90 Bus.—Mitchell, Dakota do Sul
- I-90 BS—Sioux Falls, Dakota do Sul

### Interstate 94
- BL I-94—Benton Harbor–St. Joseph, Michigan
- BS I-94—Kalamazoo, Michigan
- BL I-94—Battle Creek, Michigan
- BL I-94—Marshall, Michigan
- BL I-94—Albion, Michigan
- BL I-94—Jackson, Michigan
- BL I-94—Ann Arbor, Michigan
- BL I-94—Port Huron, Michigan

### Interstate 95
- I-95 Bus.—Brunswick, Geórgia
- I-95 Bus.—Darien, Geórgia
- I-95 Bus.—Fayetteville, Carolina do Norte
- I-95 Bus.—Wilson e Rocky Mount, Carolina do Norte
- I-95 Bus.—Emporia, Virgínia
- I-95 Bus.—Wilmington, Delaware (proposta por volta de 2000, a I-95 teria mudado para o que ainda é a I-495, mas rejeitada pelo presidente da câmara da cidade — a seção foi temporariamente assinada como I-895 no início da década de 1980.)
- I-95 Bus.- Mystic, Connecticut

### Interstate 495
- I-495 BS—Lowell, Massachusetts  (construído como uma autoestrada)

### Interstate 96
- BS I-96—Muskegon, Michigan
- BS I-96—Portland, Michigan
- BL I-96—Lansing, Michigan
- BL I-96—Howell, Michigan
- BL I-96—Farmington, Michigan
- BS I-96—Detroit, Michigan

### Interstate 196
- BL I-196—South Haven, Michigan
- BL I-196—Holland, Michigan
- BS I-196—Wyoming, Michigan

### Interstate 496
- Capitol Loop—Lansing, Michigan

### Interstate 696
- BS I-696—Detroit, Michigan (construído como uma autoestrada)